# Foxfield (Kumbria)
Foxfield – wieś w Anglii, w Kumbrii, w dystrykcie (unitary authority) Westmorland and Furness. Leży 72 km na południe od miasta Carlisle i 370 km na północny zachód od Londynu.